# Phil DeLara
Phil DeLara (1911-1973) est un animateur de la Warner Bros. et dessinateur de bandes dessinées pour Disney, MGM et Hanna-Barbera.
En tant qu'animateur, il a travaillé sur Bugs Bunny, Porky Pig et Daffy Duck et plus tard sur Speedy Gonzales, Taz, entre autres.
À la Western, il est le principal dessinateur de Tic et Tac, mais a également dessiné Donald Duck, Géo Trouvetou et l'Oncle Picsou ainsi que Mickey Mouse pour la production Studio destiné au marché étranger (non américain).